# Ugena
Ugena – gmina w Hiszpanii, w prowincji Toledo, w Kastylii-La Mancha, o powierzchni 15,16 km². W 2011 roku gmina liczyła 5260 mieszkańców.